# 買取大吉

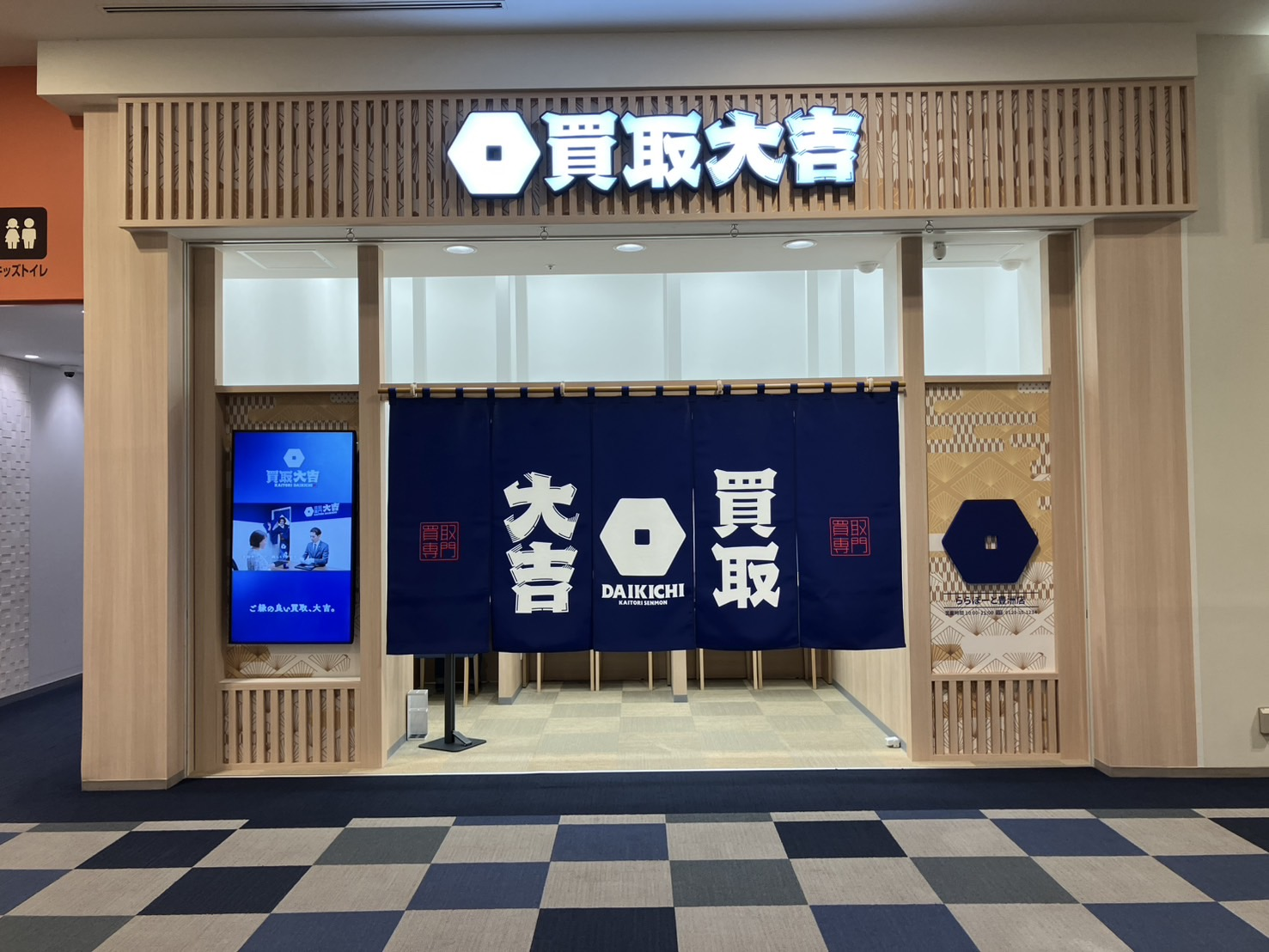
店舗デザインは、2021年10月に一新しており、ロゴは2通り、カラーは青に統一した。

買取大吉（かいとりだいきち）は、東京都新宿区西新宿6丁目8に本拠を置く、株式会社エンパワーが運営する買取専門店。北海道から沖縄県まで全国に約1,300店舗以上（2025年5月現在）を展開し業界第2位。
テレビ番組制作協力なども多数行っている。

## 概要
日本全国で買取専門店『買取大吉』にて中古品の買取を行うほか出張買取や催事買取を行う。また、中古･買取販売事業者向けBtoBオンラインオークション『大吉オークション』の運営なども行う。
2021年よりは、店舗で買い取った商品を出品する「大吉オークション」を開催。オンラインで競りが行われるが、出品される商品は本社に保管してあるため、事前の下見も可能で、参加者は個人と法人で半々。台湾や中国などアジアのバイヤーが高値で買い取る傾向が増え、店舗での高値買取を可能とし、店舗での集客力を高めた。
インフレや地政学的リスクの高まりを背景に安全資産である金の先物取引価格の高止まり、一部商品の高騰や新型コロナ禍での在宅時間増加による不要品処分などの影響もあり、近年でも急成長。2021年は166店、2022年は207店舗の新規出店があり、2023年7月での店舗数を773店舗（直営141、FC632）とした。社長の増井俊介は、社会トレンドがリユース文化の定着など、消費者の持ち物に対する意識の変化が大きく、「モノを売って買う、売ることを想定して買う」という文化が国内でつ醸成されつつある、環境に対する意識の高まり、持続可能な消費へのシフトなどを成長の理由として挙げている。現在、リユース市場規模が約3兆円であるのに対し、埋蔵資産は40兆円に上ると言われ、市場は中長期的に成長する余地がある。同社の売上は2022年度の263億円に対して、2023年度は430億円と前期比163%を見越している。
コメダ珈琲店や毎日新聞社の敷地で買取フェアを行うなど、他業種との連携を積極的に行っている。これは、顧客へ価値の提供、ブランディングの一環と位置付け、7割のリユース未経験者の開拓に関して信用力のある有名企業とのタッグを考えたものである。テレビ番組制作協力も多数。

### 店舗の特徴
店舗デザインは、2021年10月に一新しており、ロゴは2通り、カラーは青に統一した。店舗のファサードは出店する施設側の個性や方向性に合わせて展開。多種多様な“顔”を持たせた。店舗面積は直営店が15坪前後、FC店は5-15坪を目安とし、路面・ロードサイドタイプ、RSCタイプ、NSC・SMタイプにより3棲類が存在する。店舗数のうち、約半分が商業施設内に出店。とりわけ、食品スーパーが入居する商業施設とのペアリングが多い。顧客層は、競合店では50代以上が80％を超える傾向にあるが、買取大吉では50代以下が30％以上を占める。買取商材は貴金属、時計、ブランド、ジュエリーが全体の90％を占めるのが特徴。

## フランチャイズ
出店基準を35項目にわたり設定。地域の特性や人口動態、競合の有無や集客施設の数のすべてをクリアしないと出店できない。2020年頃からは、商業施設への出店に注力するが、すでに買取店が入っているケースが多く、空きが出たら同業他社とのコンペとなるが、同社は帝国データバンクにて上場企業と同等の評点を得ているため選択されやすいという。

## 沿革
- 2010年10月15日設立[6]。
- 2018年 - 「ベストベンチャー100」に選出[10]。
- 2019年 - 「ベストベンチャー100」に2018年に続き、2年連続で選出[2]。
- 2021年 - 
  - 3月、スーパーマーケットや公民館などへ「買取大吉」の査定士が出張し、中古品の査定を行う「リユース体験」を開始。その後、実施回数は1000回を超えた[11]。
  - 10月に店舗デザインを一新。ロゴは2通りで、カラーは青に統一[8]。
- 2024年
  - 1月、家事代行マッチングサービス『カジママ』を運営する株式会社MOPSと業務提携[5][12]。
  - 7月、1000店舗を達成[13]
- 2025年
  - 10月に店舗デザインを一新。ロゴは2通りで、カラーは青に統一[8]。

## 店舗
日本全国に1,300店舗以上を展開。
- 北海道・東北地区 112店舗
- 関東地区 472店舗
- 中部地区 211店舗
- 近畿地区 299店舗
- 中国・四国地区 95店舗
- 九州・沖縄地区 112店舗

※店舗詳細は公式サイト参照。

## メディア

### 提供テレビ番組
- テレビ東京『なんでも鑑定団』
- TBS『アッコにおまかせ』
- TBS『サンデーモーニング』
- テレビ朝日『羽鳥慎一 モーニングショー』
- テレビ朝日『林修の今、知りたいでしょ!』
- 日本テレビ『踊る!さんま御殿!!』
- フジテレビ『世界の何だコレ!?ミステリー』
- フジテレビ『ホンマでっか!?TV』
- 読売テレビ『ダウンタウンDX』
- 読売テレビ『見取り図の間取り図ミステリー』
- 読売テレビ『サタデーLIVE ニュース ジグザグ』

### 提供ラジオ番組
- interfm『The Dave Fromm Show』
- interfm『beatDAYZ Sponsored by 買取大吉』

いずれも番組内のミニコーナーでは、買取大吉に関するインフォマーシャルを放送しており、古川タロヲがコーナーMCを務めている。

### テレビ
- フジテレビ『ホンマでっか!?TV知って得する!?もうけ話SP』（2023年11月29日放送）「買取大吉」鑑定士が査定員として出演
- テレビ朝日『羽鳥慎一モーニングショー　夜の拡大版SP』（2023年12月27日放送）撮影協力
- テレビ朝日『グッド!モーニング』（2023年12月28日放送）撮影協力
- 日本テレビ『ズームイン!!サタデー』（2024年2月10日放送）撮影協力
- テレビ朝日『スーパーJチャンネル』（2024年2月26日放送）撮影協力
- 日本テレビ『ZIP!』（2024年3月12日放送）「買取大吉」撮影協力
- フジテレビ『ホンマでっか!?TV』（2024年6月5日放送）「買取大吉」鑑定士が査定員として出演
- 日本テレビ 『行列のできる法律相談所』（2024年7月21日放送）「買取大吉」鑑定士が査定員として出演
- TBS 『アッコにおまかせ』（2024年7月21日放送）「買取大吉」取材協力
- TBS『ジョンソン』（2024年9月9日放送）「買取大吉」鑑定士が査定員として出演
- 日本テレビ 『DayDay.』（2024年10月31日放送）「買取大吉」撮影協力、鑑定士がスタジオ出演
- テレビ朝日『ビートたけしのTVタックル』（2024年11月17日放送）「買取大吉」撮影協力
- TBS『カバン持ちさせてください!』（2025年2月22日放送）「買取大吉」物流センター・本社査定の紹介
- 読売テレビ『情報ライブ ミヤネ屋』（2025年3月7日放送）「買取大吉」撮影協力
- フジテレビ『めざまし8』（2025年3月11日放送）「買取大吉」撮影協力
- テレビ朝日『羽鳥慎一モーニングショー』（2025年3月14日放送）「買取大吉」撮影協力
- TBS『Nスタ』（2025年3月14日放送）「買取大吉」撮影協力
- フジテレビ『ビジネスSwitch～時代を照らす企業の戦略～』（2025年3月17日放送）「買取大吉」「株式会社エンパワー」紹介
- フジテレビ『ぽかぽか』（2025年3月17日放送）「買取大吉」鑑定士が査定員として出演
- TBS『ひるおび』（2025年3月21日放送）「買取大吉」撮影協力
- フジテレビ『お掃除で日本を学ぶTravis Japanの蔵ピカ』（2025年3月28日放送）「買取大吉」鑑定士が査定員として出演
- フジテレビ『イット!』（2025年4月7日放送）「買取大吉」撮影協力
- 日本テレビ『news every.』（2025年4月8日放送）「買取大吉」撮影協力
- テレビ東京『LIFE IS MONEY～世の中お金で見てみよう～』（2025年4月8日放送）「大吉オークション」紹介
- NHK『午後LIVE ニュースーン』（2025年4月30日放送）「買取大吉」撮影協力

### Webサイト
- 『週刊エコノミスト』（2023年2月1日公開）代表取締役 増井 俊介インタビュー
- 経済メディア『NewsPicks』（2024年8月24日公開）「買取大吉」フランチャイズ特集
- WEB記事『マイナビニュース』（2024年12月24日公開）「買取大吉」鑑定士インタビュー
- 経済メディア『NewsPicks』（2025年5月30日公開）「買取大吉」フランチャイズ特集

### YouTube
- 『貴ちゃんねるず』（2023年11月9日公開）「買取大吉」コラボ出演
- 『フランチャイズ起業TV アントレ』（2024年6月27日公開）「買取大吉」フランチャイズ紹介
- 『フランチャイズ起業TV アントレ』（2025年5月13日公開）「買取大吉」フランチャイズ紹介

### 雑誌
- 雑誌『ビジネスチャンス 12月号』（2024年10月22日発売）取締役 清水 航輝インタビュー